# Chiesa di San Giacomo Apostolo (Ragogna)
La chiesa di San Giacomo Apostolo è la parrocchiale di San Giacomo, frazione-capoluogo del comune sparso di Ragogna, in provincia e arcidiocesi di Udine; fa parte della forania del Friuli Collinare.

## Storia
Originariamente il maggiore luogo di culto ragognese era la pieve di San Pietro Apostolo, citata a partire dal XIII secolo. Nel Cinquecento, però, il vicario di San Giacomo avocò a sé il titolo plebanale innescando così una controversia risolta poi nel 1693 con la spartizione della pievania tra le chiese di San Pietro e di San Giacomo.
La prima pietra della nuova parrocchiale fu posta nel 1930; la chiesa venne portata a termine l'anno successivo e poi consacrata il 12 novembre 1932 dall'arcivescovo di Udine Giuseppe Nogara.
L'edificio, avendo riportato delle lesioni in occasione dell'evento sismico del 1976, fu restaurato tra il 1980 e il 1982.
Intorno al 1990 si provvide ad eseguire l'adeguamento litrugico secondo le norme postconciliari, in occasione del quale si procedette ad installare l'altare rivolto verso l'assemblea e l'ambone.  
Nel 2003 si provvide a ritinteggiare la chiesa e restaurare i serramenti, mentre nel 2010 il campanile venne interessato da una ristrutturazione.

## Descrizione

### Esterno
La facciata a salienti della chiesa, rivolta a nordest, si compone di tre corpi: quello centrale, preceduto dal protiro con arcata in conci, presenta il portale maggiore lunettato e sopra tre finestrelle, mentre le due ali laterali sono caratterizzate dagli ingressi minori, affiancati da colonne e sormontati da lunette.
Accanto alla parrocchiale sorge il campanile a base quadrata, suddiviso da cornici marcapiano in più registri; la cella presenta su ogni lato una bifora ed è sormontata dal tetto a quattro falde.

### Interno
L'interno dell'edificio è suddiviso in tre navate da pilastri e colonne sorreggenti degli archi a tutto sesto, sopra i quali corre la cornice modanata e aggettante su cui si impostano le volte, a botte sulla navata centrale e a vela su quelle laterali; al termine dell'aula si sviluppa il presbiterio, rialzato di tre gradini, ospitante l'altare maggiore e chiuso dall'abside di forma poligonale. 